# جوستافو كاسكاردو
جوستافو كاسكاردو (24 مارس 1997 بموجي داس كروزيز في البرازيل - ) هو لاعب كرة قدم برازيلي في مركز الدفاع. لعب مع أتلتيكو باراناينسي وجمعية بورتوغيزا الرياضية.

## وصلات خارجية
- جوستافو كاسكاردو على موقع قاعدة بيانات كرة القدم.إي يو (الإنجليزية)
- جوستافو كاسكاردو على موقع Soccerway.com (الإنجليزية)